# Paul J. F. Lusaka
Paul John Firmino Lusaka (Moomba, 10 de enero de 1935-11 de noviembre de 1996) fue un político y diplomático zambiano, que se desempeñó como presidente de la Asamblea General de las Naciones Unidas durante la trigésimo novena sesión.

## Biografía
Nació en Moomba Village, cerca de Lusaka, el 10 de enero de 1935. Asistió a la Roma University College en Lesoto, donde obtuvo un título en historia y geografía en 1959. Al año siguiente estuvo en un programa de intercambio que lo llevó a la Universidad de Minnesota financiado por la Fundación Ford.
En 1963 realizó una maestría en geografía política en la Universidad McGill en Montreal (Canadá), y también recibió capacitación en diplomacia por parte del contingente canadiense de las Naciones Unidas. En 1964 estuvo en la Alta Comisión de Zambia en el Reino Unido, donde fue alto comisionado adjunto entre 1965 y 1968.
Desde 1968 se desempeñó como embajador de Zambia en Rumania, Yugoslavia y la Unión Soviética, residiendo en Moscú, hasta que fue designado representante permanente en las Naciones Unidas en 1972, ocupando el cargo hasta 1973 y retornando en 1979. Simultáneamente, fue embajador no residente en Barbados, Canadá, Cuba, Jamaica, Guyana, y Trinidad y Tobago.
En Naciones Unidas, fue presidente del consejo para Namibia. En 1980 fue vicepresidente y, al año siguiente, presidente del Consejo Económico y Social. Fue el principal representante de Zambia en el Consejo de Seguridad de las Naciones Unidas en 1979 y 1980, siendo su presidente durante septiembre de 1979. Presidió la trigésimo novena sesión de la Asamblea General, que se extendió entre 1984 y 1985, tras ser elegido por unanimidad por el bloque africano de la ONU.
Entre 1973 y 1978 fue miembro del Parlamento de Zambia, ocupando también la titularidad de los ministerios de desarrollo rural; energía, transportes y comunicaciones; y salud.